# Гексартутьгептамедь
Гексартутьгептамедь — бинарное неорганическое соединение
меди и ртути
с формулой Cu7Hg6,
кристаллы.

## Получение
- В природе встречается минерал белендорфит — Cu7Hg6 [1].

- Сплавление стехиометрических количеств чистых веществ:

{\displaystyle {\mathsf {7Cu+6Hg\ {\xrightarrow {128^{o}C}}\ Cu_{7}Hg_{6}}}}

## Физические свойства
Гексартутьгептамедь образует кристаллы
тригональной сингонии,
пространственная группа R 3m,
параметры ячейки a = 0,94024 нм, α = 90,425°, Z = 4

.
Соединение образуется по перитектической реакции при температуре 128 °C .